# Хризен

Хризен

Хризéн — (від грец. χρυσος, «золотий»). Безбарвна органічна сполука з класу поліциклічних ароматичних вуглеводнів.
Отримав назву завдяки гарному забарвленню. Згодом, одначе, з'ясувалося, що цей колір не є властивий саме хризену, а обумовлений домішкою нафтацену, від якого його не можна очистити навіть багаторазовою перекристалізацією. Спеціальна обробка дозволяє отримати чистий хризен, геть позбавлений будь-якого кольору.
Брутто-формула (система Хілла): C18H12
Температура плавлення (в °C): 255
Температура кипіння (в °C): 448